# London Necropolis Railway
London Necropolis Railway var en jernbanelinje, der fra 1854 til 1941 transporterede afdøde personer og deres sørgende efterladte fra London til Brookwood Kirkegård knap 40 km fra byen, hvor de afdøde blev begravet, hvorefter følget kunne vende tilbage til storbyen med toget. Kirkegården og jernbanen var del af en samlet plan for at aflaste den overfyldte storbys begravelsespladser, der på grund af pladsmangel var for dyre for de fleste almindelige londonere.

## Historie
Jernbanelinjen blev åbnet i november 1854 af London Necropolis Company (LNC) for at transportere afdøde og sørgende efterladte mellem London og LNC's nyåbnede Brookwood Kirkegård 37 km  sydvest for London i Brookwood i Surrey. På det tidspunkt var kirkegården i Brookwood den største i verden, designet, som den var, til at være stor nok til at rumme alle dødsfald i London i århundreder fremover, og LNC håbede med jernbanen at få monopol på Londons begravelsesforretninger. Kirkegården var med vilje bygget langt nok fra London til aldrig at ville blive indhentet af byens vækst, og den var afhængig af den nyligt opfundne jernbane for at blive forbundet med byen.
Jernbanen løb for det meste langs eksisterende spor i London og den sydvestlige jernbane, men havde sine egne grene fra hovedlinjen i både London og Brookwood. Tog medbragte kister og passagerer fra en dertil indrettet station ("London Necropolis railway station") i Waterloo-bydelen nær Waterloo Station, på London and South Western Railways spor. Når togene nåede kirkegården, kørte de ned ad en særlig linje til to stationer på kirkegården, en til begravelse af anglikanske afdøde og en til nonkonformister (ikke-anglikanere) eller dem, der ikke ønskede en begravelse fra Church of England. Stationens venteværelser og togets afdelinger for både levende og afdøde passagerer blev opdelt efter såvel religion som klasse for at forhindre både sørgende og afdøde fra forskellige sociale baggrunde i at blive blandet. Udover den almindelige begravelsestrafik blev jernbanen også brugt til at transportere et stort antal opgravede lig under massefjernelsen af londonske gravsteder til Brookwood.
Virksomheden opnåede ikke at få monopol på storbyens begravelser, og ordningen var ikke så vellykket, som dens bagmænd havde håbet. Mens de havde planlagt at transportere mellem 10.000 og 50.000 lig om året, var der i 1941 efter 87 års drift kun blevet gennemført lidt over 200.000 begravelser på Brookwood Kirkegård, svarende til cirka 2.300 lig om året.
Om natten den 16.-17. april 1941 blev London-terminalen hårdt beskadiget i et luftangreb og gjort ubrugelig. Selvom LNC fortsatte med at drive lejlighedsvise begravelsestjenester fra Waterloo Station til Brookwood Station umiddelbart nord for kirkegården, blev London Necropolis-jernbanen aldrig brugt igen. Kort efter afslutningen af 2. verdenskrig blev de overlevende dele af stationen i London solgt som kontorlokaler, og jernbanesporene på kirkegården blev fjernet. Den del af London-bygningen, der husede LNC's kontorer, eksisterer stadig i dag. De to stationer på kirkegården forblev åbne som serveringssteder i nogle år bagefter, men blev efterfølgende revet ned. Grunden ved den nordlige station, der betjente den ikke-konformistiske kirkegård, er nu stærkt tilgroet. Grunden ved den sydlige, anglikanske, station rummer nu et russisk-ortodokst kloster og et kapel for kong Edvard Martyren, som indeholder den overlevende stationsperron og de tidligere stationskapeller.